# 宇治学習塾小6女児殺害事件
宇治学習塾小6女児殺害事件（うじがくしゅうじゅくしょうろくじょじさつがいじけん）は、京都府宇治市にある学習塾の京進宇治校で2005年（平成17年）12月10日に発生した殺人事件である。学習塾に通っていた小学6年生の女児（12歳）が、アルバイト男性講師（23歳）に殺害された。

## 事件概要
犯人の男性講師は国語の授業を担当していたが、被害者の女児にはその授業が合わなかったため、女児は12月から国語の受講を止めていた。それにより講師は女児に対して恨みの感情を抱くようになった。

### 事件当日
犯行当日、講師は模擬試験の監督を外されており勤務予定はなかったが、包丁とハンマーを用意して出勤した。模擬試験を受けに来た女児に「別室で国語のアンケートを取りたい」と言って退室を命じ、2人になったところを包丁で刺殺した。犯行後、警察に電話で自供し、駆け付けた京都府宇治警察署の警察官によって殺人未遂の現行犯で逮捕された。

## 犯人
犯人の講師（事件後に懲戒解雇）は同志社香里高等学校から同志社大学に進学。事件当時は同大学の4年生だった。2001年（平成13年）4月に大学入学後、京都府内の学習塾でアルバイトをしていた。だが、2003年（平成15年）6月に大学で他の学生の財布を盗み、現場へ駆け付けた警備員にけがを負わせたとして強盗致傷の疑いで逮捕された。その後、大学から停学処分を受けたほか、当時アルバイトしていた学習塾を解雇された。同年11月から事件のあった学習塾で勤務していた。（事件のあった）学習塾側ではこうした前科は把握していなかった。
講師は幼少期に非常に厳格な環境で育ち、菓子やテレビゲームを与えられず、男女交際を禁止されていたと報じられている。その結果、学業こそ優秀であったが、思春期以降に生育環境からの反動により親に対して家庭内暴力を振るうなど横暴な性格を見せ、コミュニケーション能力に乏しい傾向があったとみられる。精神科医は「（被告は）アスペルガー症候群で、犯行当時は反応性幻覚妄想障害に陥り、剣を持った被害者の像などの幻視があった」と証言。「生徒としての被害者に腹を立てただけでなく、幻覚に影響されたからこそ犯行に至った」と述べた。

## 裁判

### 刑事裁判
公判中の際にも突然、大声で「僕は現に人を殺してしまってんだ！だから僕を殺してくれ！助けてくれ！」などとわめき出すなど、奇妙な言動が目立っていた。2007年（平成19年）3月6日に京都地方裁判所は講師の自首は成立することを認め、懲役18年の判決を宣告した（求刑は無期懲役）。控訴審では弁護側が被告の心神耗弱を主張したため、2008年8月に再鑑定が行われた。2009年3月24日に大阪高等裁判所にて言い渡された控訴審の判決では、被告の心神耗弱状態を認定し一審判決を破棄、懲役15年が言い渡された。同年4月8日、大阪高等検察庁・弁護側とも上告せず、判決が確定した。

### 民事裁判
この事件で殺害された女児の両親が、犯人の講師が勤務していた京進を相手取り京都地裁に慰謝料1億3000万円などを求める訴訟を提起していたことが、二審判決確定後の2009年4月30日に判明した。両親側は「事件を未然に防止しようとしなかった責任は大きい」と主張している。
この訴えに対して京都地裁は使用者責任を認め、2010年3月31日、京進に約9800万円の支払いを命じる判決を言い渡した。